# 브루크안데어무어군

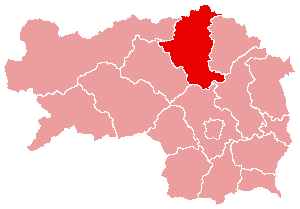
브루크안데어무어군의 위치

브루크안데어무어군(독일어: Bezirk Bruck an der Mur)은 과거 오스트리아 슈타이어마르크주에 존재했던 군으로 행정 중심지는 브루크안데어무어이며 면적은 1,306.96km2, 인구는 64,991명(2001년 기준), 인구 밀도는 50명/km2이다.
서쪽으로는 리첸군, 레오벤군, 남쪽으로는 그라츠움게붕군, 남동쪽으로는 바이츠군, 동쪽으로는 뮈르추슐라크군, 북쪽으로는 니더외스터라이히주 릴리엔펠트군, 샤입스군과 접하고 있었다. 2013년 1월 1일에 브루크안데어무어군과 뮈르추슐라크군이 브루크뮈르추슐라크군으로 합병되면서 폐지되었다.

## 하위 행정 구역
3개 도시, 7개 시장도시, 11개 일반 시를 관할했다.
- 도시
  - 브루크안데어무어(Bruck an der Mur)
  - 카펜베르크(Kapfenberg)
  - 마리아첼(Mariazell)
- 시장도시
  - 아플렌츠쿠로프트(Aflenz Kurort)
  - 브라이테나우암호흘란치(Breitenau am Hochlantsch)
  - 오버라이히(Oberaich)
  - 장크트로렌첸임뮈르츠탈(Sankt Lorenzen im Mürztal)
  - 장크트마라인임뮈르츠탈Sankt Marein im Mürztal)
  - 퇴를(Thörl)
  - 투르나우(Turnau)
- 일반 시
  - 아플렌츠란트(Aflenz Land)
  - 에트미슬(Etmißl)
  - 프라우엔베르크(Frauenberg)
  - 구스베르크(Gußwerk)
  - 할탈(Halltal)
  - 파르슐크(Parschlug)
  - 페르네크안데어무어(Pernegg an der Mur)
  - 장크트일겐(Sankt Ilgen)
  - 장크트카타라인안데어라밍(Sankt Katharein an der Laming)
  - 장크트제바스티안(Sankt Sebastian)
  - 트라괴스(Tragöß)